# Sudafrica ai Giochi della IV Olimpiade
Il Sudafrica partecipò ai Giochi della IV Olimpiade che si sono svolti a Londra dal 25 agosto all'11 settembre 1908, con una delegazione di 14 atleti impegnati in quattro discipline.
Siccome non esisteva ancora una «Unione del Sudafrica» (che verrà creata nel 1910), il Comitato olimpico internazionale accetta in una mozione del 1907 che le quattro colonie britanniche, ossia quella del Capo, del Transvaal, del fiume Orange e del Natal, a competere con il nome di squadra Africa del Sud ai successivi Giochi di Londra. Nel gennaio 1908, un Comitato olimpico nazionale è creato che sceglie sette atleti da rappresentarlo a Londra.